# Dune (miniserie)
Dune is een Amerikaanse sciencefiction-miniserie gebaseerd op het gelijknamige boek geschreven door Frank Herbert en werd voor het eerst uitgezonden in 2000 op Sci Fi Channel.
Het werd geproduceerd door New Amsterdam Entertainment met een budget van $ 20 miljoen. In 2001 won de serie twee Emmy Awards voor beste cinematografie en beste speciale effecten. In 2003 verscheen het vervolg Children of Dune.

## Rolverdeling
- William Hurt als Leto Atreides
- Alec Newman als Paul Atreides / Muad'Dib
- Saskia Reeves als Vrouwe Jessica
- P.H. Moriarty als Gurney Halleck
- Ian McNeice als Baron Vladimir Harkonnen
- Matt Keeslar als Feyd-Rautha Harkonnen
- László I. Kish als Glossu Rabban
- Giancarlo Giannini als Shaddam IV
- Julie Cox als Prinses Irulan
- Uwe Ochsenknecht als Stilgar
- Zuzana Geislerová als Eerwaarde Moeder Gaius Helen Mohiam
- Robert Russell als Dr. Wellington Yueh
- Barbora Kodetová als Chani
- Karel Dobrý als Liet Kynes
- Laura Burton als Alia Atreides
- László I. Kish als Glossu Rabban
- Jan Unger als Piter De Vries
- Giancarlo Giannini als Shaddam IV
- Philip Lenkowsky als Guild Agent